# Ófehértó
Ófehértó község Szabolcs-Szatmár-Bereg vármegyében, a Baktalórántházai járásban.

## Fekvése
Nyíregyházától keletre fekszik, Baktalórántháza délnyugati szomszédságában.

### Megközelítése
Legfontosabb közúti megközelítési útvonala a Baktalórántháza-Nyírbátor közti 493-as főút, ezen érhető el mindkét végponti város irányából; Máriapócs felől a 4927-es út vezet a községbe. Ligettanya nevű, különálló településrészével a 49 156-os számú mellékút kapcsolja össze.
A hazai vasútvonalak közül a települést a Nyíregyháza–Vásárosnamény-vasútvonal érinti, melynek egy megállási pontja van itt. Ófehértó vasútállomás a belterület északi részén helyezkedik el, a 493-as főút vasúti keresztezése közelében, közvetlen közúti elérését az abból kiágazó 49 323-as számú mellékút teszi lehetővé.

## Története
Ófehértó (Ó-Fehértó, Fejértó, Nyírfejértó) nevét 1220-ban a Váradi regestrum említette először.
Első ismert birtokosa Gothárd és rokonsága volt. 1326-ban Károly Róbert király Fejértót hűtlenség miatt elkobozta Gothard fiaitól Páltól és Jánostól, valamint testvérétől Lászlótól, és a Gutkeled nemzetséghez tartozó Báthory Bereck fiainak adományozta. 1332-ben a pápai tizedlajstromban szerepelt neve. 1418-ban a Báthori család Szaniszlófi ágának, Báthory Zsigmondnak birtoka, majd a Báthoryak kihalta után a Vay, Károlyi család is birtokosa volt. A 16. században Lónyay Istváné, majd fiának Zsigmondnak birtoka. A 17. században Lónyai Judit kezével a Bogdányi családé lett, majd a Csáky, Kornis, Erdődy családoké lett. A török időkben egy időre elnéptelenedett, s csak a 18. században népesedett újra. 1772-ben Dessewffy Sámuel sárosi főispán szerezte meg, majd a század végén a gróf Szirmai családé lett. Birtokosai a 18. század második felében és a 19. század első felében a gróf Csáky család, a Pálffyak és a Szextyek voltak. A 20. század elején gróf Majláth József birtoka volt.
Ófehértó címere:
Álló, csücsköstalpú tárcsapajzs, vörössel és kékkel négyelt; a pajzs 1. vörös mezejében arany szalaggal csokorba kötött arany tölgyfaág – három levéllel, két makkal – és három búzakalász egy-egy levéllel; a 2. kék mezőben arany latin kettőskereszt, valamint nyolcágú aranycsillag; a 3. mező ezüsttel és kékkel ötször vágott; a 4. vörös színű mezőben ezüst csoroszlya és ekevas.
Takaró:
Vörös és kék levélornamentika, amely a címerpajzsot alulról övezi.

## Közélete

### Polgármesterei
- 1990–1994: Balogh József (független)[3]
- 1994–1998: Balogh József (független)[4]
- 1998–2002: Vass Mihály (független)[5]
- 2002–2006: Vass Mihály (független)[6]
- 2006–2010: Vass Mihály (független)[7]
- 2010–2014: Simon József (Fidesz-KDNP)[8]
- 2014–2019: Simon József (Fidesz-KDNP)[9]
- 2019–2024: Simon József (független)[10]
- 2024– : Simon József (független)[1]

## Népesség
A település népességének változása:
| Lakosok száma | 2587 | 2575 | 2551 | 2483 | 2417 | 2426 | 2386 |
|               | 2013 | 2014 | 2015 | 2021 | 2022 | 2023 | 2024 |

2001-ben a település lakosságának 96%-a magyar, 4%-a cigány nemzetiségűnek vallotta magát.
A 2011-es népszámlálás során a lakosok 91,5%-a magyarnak, 12,2% cigánynak, 0,4% ukránnak mondta magát (8,5% nem nyilatkozott; a kettős identitások miatt a végösszeg nagyobb lehet 100%-nál). A vallási megoszlás a következő volt: római katolikus 31,3%, református 24,7%, görögkatolikus 25,7%, evangélikus 0,2%, felekezeten kívüli 1,7% (14,8% nem válaszolt).
2022-ben a lakosság 91,4%-a vallotta magát magyarnak, 2,9% cigánynak, 1,3% ukránnak, 0,2% németnek, 0,1% bolgárnak, 1,1% egyéb, nem hazai nemzetiségűnek (8,6% nem nyilatkozott; a kettős identitások miatt a végösszeg nagyobb lehet 100%-nál). Vallásuk szerint 18,1% volt római katolikus, 21,6% református, 15,1% görög katolikus, 1,3% egyéb keresztény, 0,3% evangélikus, 2,1% felekezeten kívüli (41,2% nem válaszolt).

## Nevezetességei
- Római katolikus temploma 1750-ben épült. Hajójának falán 14. századi freskók maradtak fenn: Sárkányölő Szent György, Jézus életének és keresztútjának jelenetei, Árpád-házi Szent Erzsébet, Alexandriai Szent Katalin, Szent Borbála.
- Református temploma 1798-ban készült el.
- A község nevezetessége a meteorit, amely a környéken hullott 1900-ban. A Magyar Természettudományi Múzeum katalógusa így ír róla: „A helyi szájhagyomány szerint Majláth József gróf béresei »csillaghullásra« lettek figyelmesek a falu Nyírgyulaj felőli határában és bevitték az »égből érkező hatalmas követ« a kastélyba. Majláth gróf azonnal felismerte a lelet értékét, és a Magyar Nemzeti Múzeumnak adományozta a meteoritot”.

## Nevezetes szülöttei
- Buday Géza író, tanár (1882–1956)
- Dr. Csiha Endre ügyvéd, tb. vármegyei főjegyző (1889–?)
- Dr. Hársfalvi Péter történész, főiskolai tanár, tanszékvezető (1928–1985)[14]